# PhpDesigner
 (avril 2024).
Si vous disposez d'ouvrages ou d'articles de référence ou si vous connaissez des sites web de qualité traitant du thème abordé ici, merci de compléter l'article en donnant les références utiles à sa vérifiabilité et en les liant à la section « Notes et références ».
phpDesigner est un ensemble intégré de développement Internet.
Créé en 1998, il a depuis lors été régulièrement réécrit pour intégrer chaque nouvelle génération de logiciels Internet. Il contient de nombreuses fonctionnalités de type PHP, HTML, CSS, JavaScript, etc.

## Particularités
Le logiciel autorise la création complète d'une vitrine Internet, la personnalisation d'un site existant ou encore le développement de nouvelles applications Internet.
phpDesigner est adaptable au niveau de l'utilisateur :
- il est étudié dans de nombreuses facultés pour l'apprentissage des langages Internet, dont le HTML, le PHP et le CSS. Il offre une ergonomie adaptée et un espace de travail personnalisable.
- il crée des applications Internet,
- il assure la réalisation des projets. Il a été conçu pour optimiser le développement de sites web, seul ou en équipe, la correction du code (le débogage), et le suivi (le maintien) des projets Internet.

## Fonctionnalités
Aide au codage : intégration native de phpDocumentor, achèvement automatique et complétion intégrée, signalement des balises oubliées, complétion automatique du code, y compris à l'intérieur d'un  autre langage, écriture à la volée et simultanément dans le même source en PHP, HTML, CSS, JavaScript, etc.
Débogage : analyse, évaluation, profilage, recherche des erreurs ligne par ligne grâce à l'intégration native de Xdebug, et de HTML Tidy.
Navigation : navigation par classes et par variables de fonctions dans les fichiers, les projets, et les frameworks. Visualisation intégrée avec les principaux navigateurs du marché.
Colorisation syntaxique : basculement automatique de la colorisation syntaxique (standard ou personnalisée) selon le contexte PHP, HTML, CSS, et JavaScript.
Framework : Support de tous les frameworks réputés du marché, dont Zend, Codelgniter, Yii, et Symfony.
Bibliothèques JavaScript : Support des bibliothèques telles que jQuery, ExtJS, Yui, Dojo, Mootools, et Prototype...
Transfert de fichiers : Travail en FTP et SFTP. Enregistrement automatique sur le serveur.
Thèmes : Thèmes de syntaxe personnalisables, et également disponibles en variantes noires.

## Origine
Les bases du logiciel qui ne s'appelait alors pas encore phpDesigner ont été créées par le danois Michael Pham en 1998 selon les travaux réalisés sur le PHP alors naissant. Le langage PHP prenant de l'ampleur, le projet initial fut remanié au début des années 2000, et phpDesigner vit le jour peu après.

## Zone de diffusion
La réputation de phpDesigner grandit en 2004 quand il fut remarqué par IBM et par Microsoft.
Initialement diffusé uniquement dans les pays à tendance anglophone et germanophone, ce logiciel vit ensuite peu à peu sa zone d'influence s'accroitre d'abord au Danemark et au Vietnam, les pays d'origine de l'auteur.
Nouvelle étape dans sa diffusion, une version spéciale fut créée en 2011 à destination des seuls pays francophones (soit environ 35 pays). L'auteur ne respectant pas son contrat avec la société française, le projet fut abandonné et la version francophone retirée du marché.
phpDesigner est désormais fourni en anglais. Une traduction approximative de sa seule interface grâce à Google translate permet à cet IDE PHP d'être également disponible dans environ 25 autres langues.

## Différentes déclinaisons
| Fonctionnalités               | phpDesigner Professionnel | phpDesigner Familial | phpDesigner Personnel |
| ----------------------------- | ------------------------- | -------------------- | --------------------- |
| Nombre maximal d'utilisateurs | 10                        | 3                    | 1                     |
| Mise à jour                   | Oui                       | Oui                  | Oui                   |
| Mise à niveau*                | Oui                       | Oui                  | +/-                   |
| Travail en réseau             | Oui                       | -                    | -                     |
| Gestion des tâches excentrée  | Oui                       | -                    | -                     |
| Exécution en multi-instances  | Oui                       | -                    | -                     |
| Utilisation sur clé USB       | Oui                       | Oui                  | -                     |

- Dans la déclinaison personnelle, la mise à niveau est réalisée gratuitement durant l'année universitaire pour tous les étudiants et les enseignants de la filière informatique qui ont justifié de leur qualité lors de leur premier achat.

## Langages de programmation gérés
De nombreux langages sont supportés en natif, parmi lesquels :
- C#,
- CSS
- HTML,
- JavaScript,
- Perl,
- PHP,
- Python,
- Ruby,
- Smarty,
- SQL : Standard, Ingres, InterBase 6, MySQL, MSSQL 2K, MSSQL 7, Oracle, Sybase,
- VBScript,
- XHTML,
- XML.

## Configuration technique requise
- Système d'exploitation : Windows 7, Vista, Server, ou XP (le tout en 32 ou 64 bits),
- Espace disque : 110 à 120 Mo selon les déclinaisons,
- Capacité mémoire : négligeable.

## Versions PHP
- PHP 4.x
- PHP 5.x

## Historique des versions
| Date                      | Version | Commentaires |
| ------------------------- | ------- | --- |
| Dimanche 1er janvier 2012 | 8.0.0   | Gestion du HTML 5, du CSS 3, intégration Git, et ajout de plus de 150 nouvelles fonctions. |
| Mardi 1er mars 2011       | 7.2.5   | Gestion d'instances multiples (version Professionnelle) et Mise à jour de JQuery, YUI, Mootools et Prototype (toutes versions). |
| Mardi 21 décembre 2010    | 7.2.4   | Nouvelles interfaces avec les principaux navigateurs et avec SVN. |
| Lundi 3 novembre 2010     | 7.2.3   | Cosmétique et optimisation de la rapidité d'utilisation. |
| Lundi 30 aout 2010        | 7.2.2   | Nouveaux algorithmes de chiffrage. Ajout des bibliothèques jQuery UI. Prise en compte les nouvelles versions de PHP, XDebug, MySQL, YUI, Ext JS, Dojo, Mootool, Prototype...                                                                        |
| Mercredi 5 mai 2010       | 7.2.1   | Amélioration de la complétion, de la colorisation syntaxique, et de l'accès direct aux déclarations. |
| Mercredi 14 avril 2010    | 7.2.0   | Amélioration du surlignement de la ligne active, de la gestion de projet, du rédacteur, de la vérification syntaxique, et du débogage. Mise à jour du PHP et ajout quelques localisations linguistiques.                                            |
| Mercredi 3 février 2010   | 7.1.0   | Nouvelle gestion des images, exécution accélérée des scripts PHP, gestion des textes du source mis entre parenthèses, sensibilité à la casse de JavaScript...                                                                                       |
| Jeudi 31 décembre 2009    | 7.0.0   | Fonctions d'achèvement de code, programmation orientée objet JavaScript, ajout de frameworks supplémentaires, gestion complète des CSS, Support SFTP, l'ajout de nombreux formats de coloration syntaxique, Mise à jour sur les nouvelles normes... |